# یک سرخپوست کوچک (فیلم)
یک سرخ‌پوست کوچک عنوان فیلمی وسترن به کارگردانی برنارد مک‌اویتی و محصول شرکت والت دسنی در سال ۱۹۷۳ می باشد. از بازیگران این فیلم می توان به جیمز گارنر و ورا مایلز نام برد.